# François Henri Theron
François Henri Theron (* 18. Juli 1891; † 28. Juli 1967) war ein südafrikanischer Militär und Botschafter.

## Leben
François Henri Theron wurde im Oktober 1914 zur Kavallerie von Enslin’s Horse eingezogen. 1915 stand er unter Befehl von Smuts, 1916 unter dem Befehl von General Botha. 1917 hatte er im 2 South African Infantry Battalion in Frankreich das Kommando über eine Kompanie.
Er studierte am Staff College Camberley und wurde 1921 zum Stabsoffizier im Verteidigungshauptquartier ernannt.
1933 war er Oberstleutnant und Kommandierender des Military College in Roberts Heights (Thaba Tshwane). Von 1937 bis 1939 war er Generalquartiermeister der Union Defence Force, 1940 wurde er zum Adjutanten, später zum Brigadegeneral ernannt. 1941 war er Generalmajor.
Er war Verbindungsoffizier der Union Defence Force im Mittleren Osten, anschließend General Officer Commanding im Mittleren Osten.
Er wurde als Companion in den Order of the Bath und als Commander in den Order of the British Empire aufgenommen.
Er war vom 1. Oktober 1945 bis zum 18. Juli 1951 Botschafter bei der italienischen Regierung in Rom und war gleichzeitig in Athen akkreditiert. Anschließend wurde er in den Ruhestand versetzt.